# Ханса Мехта
Ханса Ђиврај Мехта је индијска реформисткиња, феминисткиња, активиста и писац.

## Младост
Ханса Мехта је рођена 3. јула 1897. године . Она је ћерка Манубаjq Мехте, шефа државе Барода и унука Нандсанкара Мехте, аутора првог гуџаратијског романа Каран Гхело. Дипломирала је филозофију 1918. године и након тога је студирала новинарство и социологију у Енглеској.
Била је удата за Јиврај Нараиан Мехта, истакнутог лекара и администратора .

## Каријера

### Политика, образовање и активизам
Ханса Мехта је организовала бојкот продавница које продају одећу и алкохолна пића у иностранству и учествовала у другим активностима покрета за слободу, у складу са саветима Махатме Гандхија. Британица је чак била ухапшена и послата у затвор 1932. године заједно са својим супругом. Касније је изабрана као предцедавајућа у Законодавном већу у Бомбају .
Након независности, била је једна од 15 жена која је била део конститутивне скупштине и која је израдила индијски Устав. Била је члан Саветодавног одбора и Пододбора за основна права. Борила се за једнакост и правду жена у Индији. .
Године 1926. Ханса Мехта је изабрана у Одбору за школе у Бомбају и постала председница Конференције индијанских жена 1945-1946. У свом говору о преузимању функције, предложила је повељу о правима жена. У Индији је од 1945. до 1960. била на разним положајима, између осталих вицеканцеларка женског универзитета, чланица Средњег одбора за образовање у Индији, председница одбора Интер Универзитета у Индији и вицеканцеларка Универзитета Махараја Саиајирао од Барода .
Представљала је Индију у Нуклеарном пододбору за статус жена 1946. Као индијски делегат у Комисији Уједињених нација за људска права од 1947 до 1948 била је одговорна за измену текста Универзалне декларације о људским правима замењујући " сви мушкарци су створени једнаким " текстом "сва људска бића " наглашавајући потребу за равноправношћу полова.

### Књижевност
Ханса Мехта је написала неколико књига за децу у Гујаратију, укључујући Арунну Адбхут Свапна (1934), Баблана Паракрамо (1929), Балвартавали 1-2 део (1926, 1929). Превела је неколико књига Валмики Рамаиана  : Араниаканда, Балаканда и Сундараканда и многе приче на енглеском, укључујући Лес воиагес де Гуливер. Прилагодила је неколико Шекспирових дела.

### Захвалнице
Ханса Мехта је добила Падму Бхусхан 1959. године.